# Monster (película)
Monster es una película estadounidense estrenada el 26 de diciembre de 2003. Narra la historia real de Aileen Wuornos, exprostituta ejecutada en 2002 por haber matado a siete hombres, que, según ella, la habían violado, entre 1989 y 1990. El papel de Aileen Wuornos fue interpretado por Charlize Theron, y el de su amante Shelby Wall por Christina Ricci (el verdadero nombre de la amante de Wuornos era Tyria Moore, pero su nombre, edad y apariencia en la película fueron modificados por razones legales). La película fue escrita y dirigida por Patty Jenkins.
Para preparar su papel, Charlize Theron se basó, en gran parte, en el documental de 1992 Aileen Wuornos: The Selling of a Serial Killer, dirigido por Nick Broomfield.

## Argumento
Aileen Lee Wuornos (Charlize Theron) ha tenido una vida complicada, ante la que se resigna suponiendo que nada puede hacer. No alcanzó a conocer a su madre, quien fue violada varias veces por un amigo de su padre. A los 15 años Aileen queda abandonada y empieza a prostituirse para sobrevivir. Allí conoce el rechazo de los hombres hacia ella, cómo la denigran a causa de diversas quemaduras sufridas en su niñez y por su aspecto y su personalidad "aberrantes". Aileen está convencida de que jamás podrá hallar el amor en nadie, hasta que conoce a Selby Wall (Tyria Moore, en la vida real) en un bar donde hay un ambiente fuertemente homosexual. Selby ha sido enviada por sus padres a Florida para "curar" su homosexualidad. En el bar, Aileen pide una cerveza y, al hacerlo, dice que su camión se ha quedado averiado; es así como comienza su relación con Selby, quien la invita a pasar esa noche en su casa. Después de un paseo, son prácticamente pareja pero, por supuesto los tíos de Selby son sumamente creyentes y le advierten que, si se va con esa mujer de tan malos antecedentes, no podrá contar más con ellos.
Lee y Sel (así se llaman mutuamente) comienzan una nueva vida en un alejado barrio de Florida. No tienen dinero ni trabajo ni ninguna fuente de recursos. Ante la situación, Aileen decide prostituirse y traerle dinero seguro a Selby, quien por lo demás es mucho más joven y, aunque puede hacer mucho por sí sola aún requiere los cuidados de un adulto (por ejemplo, pasa mucha hambre y es muy sensible, a diferencia de Aileen).
Haciendo parar a un automovilista en la carretera, Aileen le ofrece sus servicios. El cliente solo pide sexo oral, pero conforme pasa el tiempo, el tipo se pone agresivo y noquea a Aileen. Al despertar, esta se encuentra atada por los brazos al manubrio del vehículo con una gran herida en la cabeza, la cual el hombre rocía con alcohol, y luego, en un acto increíble de sadismo penetra a Aileen analmente con un objeto fálico. En el forcejeo, ella logra librarse, alcanza su revólver y lo descarga contra su agresor en el torso, dándole muerte inmediata. Posteriormente roba su auto.
Luego todo parece marchar bien para la pareja (Selby no sabe nada, aunque lo intuye). Aileen intenta conseguir trabajo como secretaria, en lo que falla rotundamente por su carencia de estudios previos y maldice a todos y a todo. Aileen sigue mostrándose osada y agresiva (mas nunca con Selby, a quien cuida mucho). Un día, Selby pide imperiosamente salir y divertirse; está aburrida y el día anterior había conocido a unas amigas. Van al parque de atracciones, y es aquí donde se explica el título de la película:
Hace años, cuando Aileen era pequeña, habían puesto una gran y monstruosa noria en el barrio donde vivía, de color rojo. A los críos les asustaba, la llamaban Monster. Aileen intentó subirse, pero vomitó minutos antes; luego se subieron otros niños un poco mayores. El juego era realmente apacible. Las personas suelen asustarse con el aspecto físico de Aileen; parece una persona agresiva y bruta, pero en su interior es una mujer realmente afable, cálida, compleja, divertida y sensible, pero muy pocos se atreven a entenderla. Así se explica la metáfora del nombre.
Siguiendo con la trama, después del paseo, Sel y Lee vuelven a caer en una situación precaria y por ello Aileen vuelve a recurrir al servicio sexual. Para entonces Selby ya lo sabe. Lee está cansada; hace detenerse a un hombre de avanzada edad en la carretera, quien lo hace por la lamentable apariencia de ella. Aileen va dispuesta a matar, sin ofrecer nada, pero el hombre no quiere nada, no puede ayudarla con eso, pero le reitera que la puede llevar a su casa, ofrecerle un refugio. Harta, Aileen pide bajarse, pero se le cae el revólver accidentalmente. El hombre, asustado, pide clemencia. Aileen, suponiendo que la denunciaría, lo mata, con un dolor tremendo y pidiéndole perdón por su crueldad. Posteriormente, en los EE. UU. se empiezan a divulgar los asesinatos de dos hombres parecidos de la misma forma (disparos informes en el torso) y un buen día Selby y Aileen son identificadas, después de ser reconocidas por la matrícula del auto de la primera víctima, el cual Selby estrelló al ir distraída en casa de unos paisanos. Aileen corre para no ser reconocida, pero Sel la retrasa llorando y suplicándole por continuar conduciendo, para disculparse por su torpeza. Luego, Aileen comete cuatro crímenes más; entre las víctimas hay un policía jubilado (los otros no son especificados). Lee ama a Selby, pero no puede seguir arriesgando su joven vida, y, por seguridad de ambas, la deja ir.
Finalmente, Aileen Wuornos es emboscada en un bar de Florida. Se vuelve a comunicar por última vez con Selby Wall y es aquí cuando le habla de sus crímenes por amor. Es imputada por ello y juzgada y condenada a muerte. La última vez que ella y Selby se ven es cuando esta va a declarar al juicio de la protagonista. Nunca más se vuelven a comunicar. Aileen se queda pensando en lo que alguna vez oyó: se dice que con felicidad y optimismo se puede lograr lo que uno quiera...¡ja!. Ojála fuese tan fácil.

## Reparto
- Charlize Theron como Aileen Wuornos.
- Christina Ricci como Shelby Wall.
- Bruce Dern como Thomas.
- Lee Tergesen como la primera víctima.
- Annie Corley como Donna.

## Crítica
Monster fue elogiada por la crítica. Especialmente la actuación de Charlize Theron por la valentía de asumir un personaje de una mujer poco atractiva e inestable. Para el papel, Theron engordó cerca de 15 kilos y usó prótesis tanto en la cara como en partes del cuerpo, aparte de una dentadura falsa. La interpretación de Christina Ricci fue elogiada por la propia Theron en sus agradecimientos por el Óscar recibido.
Pero lo más destacable de la película, según la crítica, fue la auténtica transformación de Theron en Aileen Wuornos, que le valió el Oscar a mejor actriz y el premio a la mejor actriz en los Premios del Sindicato de Actores en 2003, y el Globo de oro a mejor actriz en película dramática en 2004.

## Premios
| Año  | Certamen                                                   | Categoría                                      | Candidatos                        | Resultado                                           |
| ---- | ---------------------------------------------------------- | ---------------------------------------------- | --------------------------------- | --------------------------------------------------- |
| 2004 | Premios Óscar                                              | Mejor actriz                                   | Charlize Theron                   | Ganadora                                            |
| 2004 | Globo de oro                                               | Mejor actriz - drama                           | Charlize Theron                   | Ganadora                                            |
| 2005 | Premios BAFTA                                              | Mejor actriz                                   | Charlize Theron                   | Nominada                                            |
| 2004 | Festival Internacional de Cine de Berlín                   | Oso de plata a la mejor actriz                 | Charlize Theron                   | Empate con Catalina Sandino por Maria Full of Grace |
| 2004 | Festival Internacional de Cine de Berlín                   | Oso de oro                                     | Patty Jenkins                     | Nominada                                            |
| 2004 | Broadcast Film Critics Association                         | Mejor actriz                                   | Charlize Theron                   | Ganadora                                            |
| 2004 | Casting Society of America                                 | Artios al mejor casting                        | Ferne Cassel                      | Ganadora                                            |
| 2004 | Central Ohio Film Critics Association (COFCA)              | Mejor actriz                                   | Charlize Theron                   | Ganadora                                            |
| 2004 | Chicago Film Critics Association (CFCA)                    | Mejor actriz                                   | Charlize Theron                   | Ganadora                                            |
| 2004 | Dallas-Fort Worth Film Critics Association Awards (DFWFCA) | Mejor actriz                                   | Charlize Theron                   | Ganadora                                            |
| 2004 | Premio Edgar                                               | Edgar a la mejor película                      | Patty Jenkins                     | Ganadora                                            |
| 2005 | GLAAD Media Awards                                         | Película destacada                             | Patty Jenkins                     | Ganadora                                            |
| 2004 | Golden Trailer Awards                                      | Best Voice Over                                |                                   | Nominada                                            |
| 2003 | Premios Independent Spirit                                 | Mejor actriz                                   | Charlize Theron                   | Ganadora                                            |
| 2004 | Premios Independent Spirit                                 | Mejor ópera prima                              | Patty Jenkins                     | Ganadora                                            |
| 2004 | Premios Independent Spirit                                 | Mejor guion de ópera prima                     | Patty Jenkins                     | Ganadora                                            |
| 2004 | International Horror Guild (IHG)                           | IHG Award a la mejor película                  |                                   | Nominada                                            |
| 2004 | Irish Film and Television Awards (IFTAs)                   | Audience Award a la mejor actriz internacional | Charlize Theron                   | Ganadora                                            |
| 2004 | Las Vegas Film Critics Society Awards (LVFCS)              | Sierra Award a la mejor actriz                 | Charlize Theron                   | Ganadora                                            |
| 2004 | London Critics Circle Film Awards                          | Actriz del año                                 | Charlize Theron                   | Ganadora                                            |
| 2004 | Premios MTV Movie                                          | Mejor actriz                                   | Charlize Theron                   | Nominada                                            |
| 2004 | Premios MTV Movie                                          | Mejor beso                                     | Charlize Theron y Christina Ricci | Nominada                                            |
| 2003 | National Board of Review (NBR)                             | Mejor actriz                                   | Charlize Theron                   | Ganadora                                            |
| 2004 | National Society of Film Critics Awards, USA               | Mejor actriz                                   | Charlize Theron                   | Ganadora                                            |
| 2004 | Online Film Critics Society Awards                         | Mejor actriz                                   | Charlize Theron                   | Ganadora                                            |
| 2004 | Robert Festival                                            | Robert al Mejor filme estadounidense           | Patty Jenkins                     | Nominada                                            |
| 2003 | San Francisco Film Critics Circle (SFFCC)                  | SFFCC Award a la mejor actriz                  | Charlize Theron                   | Ganadora                                            |
| 2004 | Premios Satellite                                          | Mejor actriz dramática                         | Charlize Theron                   | Ganadora                                            |
| 2003 | Premios del Sindicato de Actores                           | Mejor actriz protagonista                      | Charlize Theron                   | Ganadora                                            |
| 2003 | Vancouver Film Critics Circle (VFCC)                       | Mejor actriz                                   | Charlize Theron                   | Nominada                                            |

## Estreno
- Estados Unidos: 30 de enero de 2004
- Islandia: 6 de febrero de 2004
- Irlanda: 13 de febrero de 2004
- Turquía: 13 de febrero de 2004
- Suazilandia: 19 de febrero de 2004
- Portugal: 26 de febrero de 2004
- Finlandia: 27 de febrero de 2004
- Noruega: 27 de febrero de 2004
- Sudáfrica: 27 de febrero de 2004
- España: 27 de febrero de 2004
- Serbia: 28 de febrero de 2004
- Israel: 28 de febrero de 2004
- Rusia: 11 de marzo de 2004
- México: 12 de marzo de 2004
- Países Bajos: 18 de marzo de 2004
- Tailandia: 19 de marzo de 2004
- Bélgica: 24 de marzo de 2004
- Australia: 25 de marzo de 2004
- Nueva Zelanda: 25 de marzo de 2004
- Estonia: 26 de marzo de 2004
- Dinamarca: 27 de marzo de 2004
- Reino Unido: 2 de abril de 2004
- Argentina: 8 de abril de 2004
- Eslovenia: 8 de abril de 2004
- Chile: 9 de abril de 2004
- Francia: 14 de abril de 2004
- Georgia: 15 de abril de 2004
- Alemania: 15 de abril de 2004
- Perú: 15 de abril de 2004
- Austria: 16 de abril de 2004
- Suecia: 23 de abril de 2004
- Italia: 30 de abril de 2004
- Emiratos Árabes Unidos: 5 de mayo de 2004
- Polonia: 7 de mayo de 2004
- Hungría: 20 de mayo de 2004
- Corea del Sur: 18 de junio de 2004
- República Checa: 15 de julio de 2004
- Malta: 7 de septiembre de 2004
- Japón: 25 de septiembre de 2004
- Eslovaquia: 11 de noviembre de 2004
- Hong Kong: 7 de abril de 2005

## Banda sonora
La banda sonora de la película, compuesta por Brian Transeau se publicó en 2004:
1. Childhood Montage
2. Girls Kiss
3. The Bus Stop
4. Turning Tricks
5. First Kill
6. Job Hunt
7. Bad Cop
8. 'Call Me Daddy' Killing
9. I Don't Like It Rough
10. Ferris Wheel
11. Ditch The Car
12. Madman Speech
13. Cop Killing
14. News On TV
15. Courtroom